# Margaret Nolan
Margaret Ann Nolan, född 29 oktober 1943 i Hampstead, London, död 5 oktober 2020 i Belsize Park, London, var en brittisk skådespelerska och fotomodell.

## Rollista i urval
- 1963 – Helgonet (TV-serie)
- 1964 – Goldfinger
- 1964 – Trois chambres à Manhattan
- 1964 – Yeah! Yeah! Yeah!
- 1965 – Carry On Cowboy
- 1966 – The Great St Trinian's Train Robbery
- 1968 – Den blodiga snaran
- 1971 – Kom igen Henry
- 1971 – Snobbar som jobbar (TV-serie)
- 1972 – Steptoe and Son (TV-serie)
- 1973 – Inget sex - vi är ju engelsmän!
- 1973 – Last of the Summer Wine (TV-serie)
- 1974 – Carry On Dick
- 1975 – The Sweeney (TV-serie)
- 1981 – En förlorad värld (TV-serie)